# Ломбардо-Венецианское королевство
Ломбардо-Венецианское королевство (итал. Regno Lombardo-Veneto, нем. Königreich Lombardo–Venetien) — королевство в Северной Италии, образованное в 1815 году по решению Венского Конгресса 1814—1815 годов из северо-итальянских областей Ломбардия и Венеция, и составившее одну из коронных земель Австрийской империи. Управлялось вице-королём как австрийское владение. В 1859 году вследствие войны с Францией и Сардинским королевством Австрия лишилась Ломбардии, а по итогам войны с Пруссией и Италией в 1866 году — Венеции; обе области вошли в Итальянское королевство.
Всякое национальное стремление к политической независимости подавлялось с помощью полиции, цензуры и системы шпионства. Опираясь на Ломбардо-Венецианское королевство, австрийское правительство пыталось властвовать над всей Италией. Его деспотизм вызвал крайнюю ненависть во всей Италии, вследствие чего и его цель — «подавить якобинские стремления итальянцев и этим обеспечить спокойствие Италии» (слова Меттерниха) — не была достигнута; напротив, ненависть к иностранному завоевателю дала новый импульс объединительным стремлениям. Вся история Ломбардо-Венецианского королевства представляет собой историю заговоров, тайных обществ и возмущений, завершившихся революцией 1848 года.
В 1859 году Ломбардия (кроме Мантуи и Пескьеры) была уступлена Сардинии, а за Австрией осталась лишь Венецианская область.
В1860 году при введении представительной системы в Австрии на Венецию она не была распространена.
В 1866 году вся Венецианская область, с остававшимися ещё под австрийским владычеством округами Ломбардии, была уступлена Италии.
Единственным королём, короновавшимся как король Ломбардо-Венецианского королевства, был император Фердинанд I.

## Австрийские вице-короли Ломбардо-Венецианского королевства
- 1814—1815: князь Генрих XV Рейсс цу Плауэн
- 1815—1816: Генрих Йозеф Иоганн фон Беллегард
- 1816—1818: эрцгерцог Антон Виктор Габсбург
- 1818—1848: эрцгерцог Райнер Иосиф Габсбург
- 1848—1857: Йозеф Радецкий
- 1857—1859: Фердинанд Максимилиан Иосиф фон Габсбург

Единственным королём, короновавшимся как король Ломбардо-Венецианского королевства, был император Фердинанд I.

## Экономика
Экономика Ломбардо-Венецианского королевства с момента её основания была завязана вокруг сельского хозяйства, которое всегда играло важную роль, особенно в Ломбардии Ольтрепо. Основные культуры, которые позволяли государственному существованию и экспорту, состояли из пшеницы, ячменя, ржи и особенно риса.
Кроме того, в Милане была активна развита торговля, связанная с крупными производственными отраслями, включая обувные и металлургические заводы. В Венеции была широко распространена рыбная ловля и производство судов, поскольку город вместе с Триестом представлял собой главный порт Австрийской империи и единственный крупный выход к Средиземному морю.

## Транспорт и связь
По данным исследований, уже в то время в Ломбардо-Венецианском королевстве существовали линии связи. Существенные усилия были предприняты для строительства железных дорог, что значительно облегчало передвижение. Железнодорожный вокзал Новара-Милан был торжественно открыт в мае 1859 года после плода долгих переговоров о расходах между Сардинским королевством и Ломбардией.
Другие транспортные средства, которые активно использовались в Ломбардо-Венецианском королевства (учитывая также наличие крупных водных путей) — это лодочный транспорт.